# Got My Mind Set on You
Singles de George Harrison
I Don't Want to Do It
(1985) When We Was Fab
(1988)
Pistes de Cloud Nine
Breath Away from Heaven
Got My Mind Set on You est une chanson écrite par Rudy Clark et enregistrée pour la première fois en 1962 par le chanteur américain James Ray sur son unique album, simplement intitulé James Ray. Elle y figure sous le titre I've Got My Mind Set on You (Parts 1 & 2).
La version la plus connue de cette chanson est sa reprise par George Harrison, parue sur l'album Cloud Nine en 1987, qui s'est classée en tête du Billboard Hot 100 au début de l'année 1988 pendant une semaine. C'est le troisième et dernier numéro 1 de George Harrison aux États-Unis, après My Sweet Lord en 1970 et Give Me Love (Give Me Peace on Earth) en 1973. Au Royaume-Uni, elle se classe seulement 2e, derrière You Win Again des Bee Gees, puis China in Your Hand de T'Pau.
La face B du single, Lay His Head, est une chanson enregistrée en 1980, lors des sessions de l'album Somewhere in England. Elle aurait dû y figurer, mais a été écartée au dernier moment à la demande de la maison de disques Warner Bros., comme trois autres titres. Le single est également paru au format maxi 45 tours avec un troisième titre : une version de Got My Mind Set on You allongée d'une minute trente.
Got My Mind Set on You figure dans le répertoire scénique de la tournée donnée par Harrison au Japon en décembre 1991, et figure sur l'album Live in Japan paru l'année suivante.

## Clips
Deux clips ont été tournés pour Got My Mind Set on You, tous deux réalisés par Gary Weis (en). Le premier prend place dans une salle d'arcade, où un jeune garçon (joué par Alexis Denisof) tente de séduire une jeune fille qui regarde George Harrison interpréter la chanson dans une machine, accompagné notamment de Jeff Lynne. Le second, qui a été nommé dans trois catégories aux MTV Video Music Awards, présente George Harrison dans un bureau dont les objets s'animent et dansent au son de la chanson.
Les deux clips figurent sur le DVD bonus du coffret The Dark Horse Years 1976–1992, paru en 2004.

## Parodie
Weird Al Yankovic a parodié Got My Mind Set on You sur son album Even Worse (1988) avec la chanson (This Song's Just) Six Words Long (« cette chanson ne fait que six mots »), en référence aux paroles rudimentaires de l'original. Cette parodie reprend les arrangements de la version de George Harrison.
Une pub française a repris cette chanson en mars 2017 au niveau du refrain sur une version réarrangée pour la marque de menuiserie " Komilfo "

## Musiciens
- George Harrison : chant, guitare
- Jeff Lynne : basse, claviers
- Jim Keltner : batterie
- Jim Horn : saxophone
- Ray Cooper : percussions[3]